# Krasnokumskoje
Krasnokumskoje (russisch Красноку́мское) ist ein Dorf (selo) in der Region Stawropol in Russland mit 17.137 Einwohnern (Stand 14. Oktober 2010).

## Geographie
Der Ort liegt am Nordrand des Großen Kaukasus gut 150 km Luftlinie südöstlich des Regionsverwaltungszentrums Stawropol, zwischen der Kuma und ihrem rechten Nebenfluss Podkumok wenig oberhalb von dessen Mündung.
Krasnokumskoje gehört zum Rajon Georgijewski und befindet sich 3 km nordöstlich des Zentrums des Rajonverwaltungssitzes Georgijewsk, an den es fast unmittelbar anschließt. Die Siedlung ist Sitz und einzige Ortschaft der Landgemeinde (selskoje posselenije) Selo Krasnokumskoje.

## Geschichte
Der Ort wurde 1778 auf Anordnung der russischen Kaiserin Katharina II. als Kosakensiedlung gegründet, ein Jahr nach der nahen Festung Georgijewsk. Zunächst befand sich dort auch ein Militärhospital (russisch gospital), weshalb die Siedlung als Vorort von Georgijewsk die Bezeichnung Gospitalnaja slobodka erhielt, die auch nach Auflassung der Festung Georgijewsk und des Hospitals beibehalten wurde.
Nach der Oktoberrevolution bekam der Ort 1919 den Namen Krasnaja slobodka (von russisch krasny für rot, hier mit politischem Bezug), 1933 schließlich die heutige Bezeichnung mit Bezug zum Fluss Kuma. Im Zweiten Weltkrieg war das Dorf von August 1942 bis Anfang 1943 von der deutschen Wehrmacht besetzt.
Verstärkt ab den 1970er-Jahren entwickelte sich das zuvor unbedeutende Dorf zum Wohnvorort und Standort verschiedener Versorgungs- und Baubetriebe der Stadt Georgijewsk, der es bis 2001 administrativ direkt unterstellt war.

### Bevölkerungsentwicklung
| Jahr | Einwohner |
| ---- | --------- |
| 1979 | 6.715     |
| 1989 | 7.737     |
| 2002 | 13.389    |
| 2010 | 17.137    |

Anmerkung: Volkszählungsdaten

## Verkehr
Straßenanbindung besteht nach Georgijewsk, von wo Regionalstraßen in Richtung Pjatigorsk, Mineralnyje Wody – Stawropol und Nowopawlowsk führen sowie nach Norden über die Kuma, zur Regionalstraße, die dem linken Kumaufer in Richtung Budjonnowsk folgt.
Am Südrand des Dorfes befindet sich der Bahnhof von Georgijewsk an der Eisenbahnstrecke Rostow am Don – Machatschkala – Baku.